# Ioan Robu
Ioan Robu (ur. 6 listopada 1944 w Târgu Secuiesc) – rumuński duchowny katolicki, arcybiskup Bukaresztu w latach 1990–2019.

## Życiorys
Święcenia kapłańskie otrzymał 15 sierpnia 1968.

## Episkopat
25 października 1984 papież Jan Paweł II mianował go administratorem apostolskim archidiecezji Bukaresztu, ze stolicą tytularną Cellae in Proconsulari. Sakry biskupiej udzielił mu 8 grudnia 1984 ówczesny Sekretarz Stanu - Agostino Casaroli.
14 marca 1990 został arcybiskupem ordynariuszem archidiecezji bukaresztańskiej. 21 listopada 2019 przeszedł na emeryturę.
W latach 1994–1998, 2001-2004, 2007-2010 i ponownie w latach 2012-2016 pełnił funkcję przewodniczącego Konferencji Biskupów Rumunii.